# 洞穴蛹笔螺
洞穴蛹笔螺（学名：Pusia cavea），是新腹足目蛹笔螺科Pusia属的一种。主要分布于台湾，常栖息在潮间带沙砾底。